# Episodi di Trollhunters - I racconti di Arcadia (seconda stagione)
| n° | Titolo originale                  | Titolo italiano           | Pubblicazione USA | Pubblicazione Italia |
| -- | --------------------------------- | ------------------------- | ----------------- | -------------------- |
| 1  | Escape from the Darklands         | Fuga dalle Terre oscure   | 15 dicembre 2017  | 15 dicembre 2017     |
| 2  | Skullcrusher                      | Frantumateschi            | 15 dicembre 2017  | 15 dicembre 2017     |
| 3  | Grand Theft Otto                  | Il Grande comandante      | 15 dicembre 2017  | 15 dicembre 2017     |
| 4  | KanjigAAARRRGGHH!!!               | KanjigAAARRRGGHH!!!       | 15 dicembre 2017  | 15 dicembre 2017     |
| 5  | Homecoming                        | Ritorno a casa            | 15 dicembre 2017  | 15 dicembre 2017     |
| 6  | Hiss Hiss, Bang Bang              | Missione Goblin di sangue | 15 dicembre 2017  | 15 dicembre 2017     |
| 7  | Hero with a Thousand Faces        | Un eroe dalle mille facce | 15 dicembre 2017  | 15 dicembre 2017     |
| 8  | Just Add Water                    | Basta aggiungere acqua    | 15 dicembre 2017  | 15 dicembre 2017     |
| 9  | Creepslayerz                      | Gli Ammazzamostri         | 15 dicembre 2017  | 15 dicembre 2017     |
| 10 | The Reckless Club                 | Il club degli spericolati | 15 dicembre 2017  | 15 dicembre 2017     |
| 11 | Unbecoming                        | Il processo               | 15 dicembre 2017  | 15 dicembre 2017     |
| 12 | Mistrial and Error                | La sentenza               | 15 dicembre 2017  | 15 dicembre 2017     |
| 13 | In the Hall of the Gumm-Gumm King | Più forti insieme         | 15 dicembre 2017  | 15 dicembre 2017     |

## Fuga dalle Terre oscure

### Trama
Mentre Claire e Toby si prodigano per mantenere nascosta l'assenza di Jim a sua madre e a scuola, Jim continua a cercare il piccolo Henrique (fratello di Claire) nelle Terre Oscure. Nel Mercato dei troll si riunisce il consiglio e decide di distruggere il ponte di Killahead e scongiurare la possibilità che Gunmar possa fuggire dalle Terre Oscure, anche a costo di sacrificare il Trollhunter. Il gruppo di amici si rifiuta di accettare la decisione del consiglio e decidono di combattere per impedire al consiglio dei troll di distruggere il ponte. Jim finalmente trova la nursery delle Terre Oscure e il fratellino di Claire ma viene scoperto dai goblin ma riesce a scappare dalla nursery, inseguito dai Gumm-Gumm, i Troll Oscuri di Gunmar e dai goblin, verso il ponte. Nonostante gli sforzi del gruppo di Blinky nel proteggere il ponte, questo viene distrutto dopo il passaggio di Henrique e poco prima che Jim possa passare bloccandolo nelle Terre oscure catturato dai soldati di Gunmar.

## Frantumateschi

### Trama
Claire recluta NonEnrique per una missione segreta per recuperare i pezzi del ponte di Kilahead, mentre il bullo Steve crea problemi a scuola. Nelle Terre Oscure, Jim incontra Gunmar "il Frantumateschi" e scopre che Dictatious, fratello perduto di Blinky, è in realtà il suo braccio destro.

## Il grande comandante

### Trama
Nomura, che ora è prigioniera di Gunmar, viene in aiuto di Jim nelle Terre Oscure. intanto ad Arcadia, il nuovo apparecchio radio di Toby riceve segnali dall'Ordine di Giano.

## KanjigAARRGGHH!!!

### Trama
Mentre Gunmar si prepara a distruggere Jim nelle Terre Oscure, Blinky e la banda stringono un accordo con l'Ordine di Giano nella loro ricerca per far rivivere Aarrrgh, rubando lo scettro di Heartstone di Vendel. Quando Aarrrgh viene resuscitato, Kanjigar possiede il suo corpo per aprire il ponte Kilahead.

## Ritorno a casa

### Trama
Blinky acceca Dictatious mentre Jim e Nomura sono costretti a combattere mentre Gunmar guarda; Draal lascia il suo posto a guardia del ponte, salvando Jim, Nomura e la squadra dall'attacco dei Gumm-Gumm, ma permettendo a Gunmar, Dictatious, una manciata di Gumm-Gumm e alcuni goblin di sangue di scappare.

## Missione Goblin di sangue

### Trama
Ora fuori dalle Terre Oscure e riadattandosi alla vita in Arcadia, Jim e la squadra devono affrontare le conseguenze delle loro azioni rischiose. Un trio di goblin di sangue fuggiti attaccano lo Gnomo Chompsky.

## Un eroe dalle mille facce

### Trama
Molteplici problemi affliggono Jim esausto quando il suo amuleto comincia a creare suoi duplicati mentre Claire lo invita a incontrare i suoi genitori a un barbecue di famiglia.

## Basta aggiungere acqua

### Trama
Quando un Gruesom melmoso si presenta ad Arcadia, Jim e la banda si mettono alla sua ricerca, mentre giocano a fare i genitori con due sacchi di farina per un compito scolastico.

## Gli Ammazzamostri

### Trama
Durante questo rivelatore episodio flashback, Jim e i suoi amici cercano il melmoso Gruesom mentre un paranoico Steve trova un improbabile alleato in Eli Pepperjack.

## Il club degli spericolati

### Trama
Il Señor Uhl condanna Jim e i suoi amici alla detenzione (in una parodia del film Breakfast Club) mentre la regina Usurna raccoglie le prove di una cospirazione. Draal si trova faccia a faccia con Gunmar. Quest'ultimo lo sconfigge e utilizzando la sua Spada delle Anime, prende il controllo della mente di Draal.

## Il processo

### Trama
Dopo essere stato arrestato dalla regina Usurna con accusa di essere una spia di Gunmar, Jim incontra Unkar lo sfortunato, un ex Trollhunter, e gli viene data a malincuore la possibilità di vedere come sarebbe la sua vita senza l'amuleto, dopodiché incontra in una visione il mago Merlino.

## La sentenza

### Trama
Jim viene processato per aver inavvertitamente liberato Gunmar mentre i suoi amici cercano di scoprire la talpa di Gunmar nel Mercato dei troll. Quando viene condannato, Jim viene mandato nell'Abisso, un regno oscuro senza ritorno. Claire e Blinky scoprono che Usurna è la talpa, e Vendel la affronta ma viene ucciso.

## Più forti insieme

### Trama
La morte di Vendel porta un avvertimento dall'oltretomba mentre Gunmar, con l'aiuto della traditrice Usurna, prende il controllo del Mercato dei troll di Heartstone. Claire quasi muore quando crea un enorme portale ombra per evacuare il Mercato dei troll mentre Steve ed Eli aiutano i troll a mettersi in salvo. A fine episodio, Una Claire posseduta porta alla Pallida Signora i resti di Angor Rot.